# Leptura kerniana
Leptura kerniana là một loài bọ cánh cứng trong họ Cerambycidae.